# 2012年ルーマニア反政府運動
2012年ルーマニア反政府運動（2012ねんルーマニアはんせいふうんどう）は、ルーマニアにおける緊縮財政政策への反発が発端となり発生した。この結果、エミール・ボック首相は辞任に追い込まれることとなった。この事件は、財政再建を進めるため国民に負担を求めることが難しいことを改めて示した。

## 背景
2007年に始まった金融危機により東欧諸国の経済状況は悪化の一途をたどり、ルーマニアも2009年3月に欧州連合と国際通貨基金(IMF)に支援を要請。この結果、IMFが129億ユーロ、欧州連合が50億ユーロ、世界銀行と欧州復興開発銀行が20億ユーロの計200億ユーロ（当時のレートで約2兆6300億円）を融資することとなった。こうして約1年後の2010年3月には株価指数が2倍以上になるなど効果も現れた一方、融資を受けるためにIMFによりルーマニアは財政赤字を国内総生産(GDP)比6.8％以内に収めることが義務付けられ、そのため歳出削減を進めることとなった。こうして政府は公務員給与の25％削減、年金15％減額といった緊縮策を提示したが、このうち年金制度については憲法裁判所が憲法違反とする判断を下す。このため政府は代替策として2010年7月よりVAT(付加価値税)を19％から24％に引き上げるといった新たな財政再建策を実施し、国民の間には緊縮政策に対する不満が高まっていった。

## 推移
2012年1月12日、政府の進める医療制度改革案に反対したラーイド・アラファト保健省次官が解任され、これをきっかけに抗議デモが首都ブカレストなどで始まり、全国へと広がった。翌13日には政府が改革案を取り下げたが、14日にはブカレストの大学広場などに数千人のデモ隊が集まり、警官隊が催涙弾を発射。デモ隊も投石などで応戦し17人が負傷、15日には約100人の若者が石や爆竹、発煙筒を用いて機動隊と衝突し、負傷者は33人となった。16日には約40の都市で1万人が参加、113人が身柄を拘束された。
事態沈静化のため、政府は17日付でアラファトを次官へ復職させたものの抗議デモは収まらず、24日には主要な16の労働組合が反政府デモを実施し、1万人以上が参加。23日には反政府デモ隊に対し自身のブログで「馬鹿な国民」「無能で暴力的」などと暴言を吐いたとしてテオドア・バコンスキ外務大臣が更迭されている。反政府デモはその後も収まらず、政権内からもボック首相は辞任すべきとの声が高まった。2月6日にボック首相は閣議後の演説で辞任を表明。バセスク大統領は法務大臣のカタリン・プレドユを暫定首相に任命し、後任の首相には元外務大臣で対外情報庁長官であったミハイ・ラズヴァン・ウングレアーヌが就任した。